# Cimbriska kriget

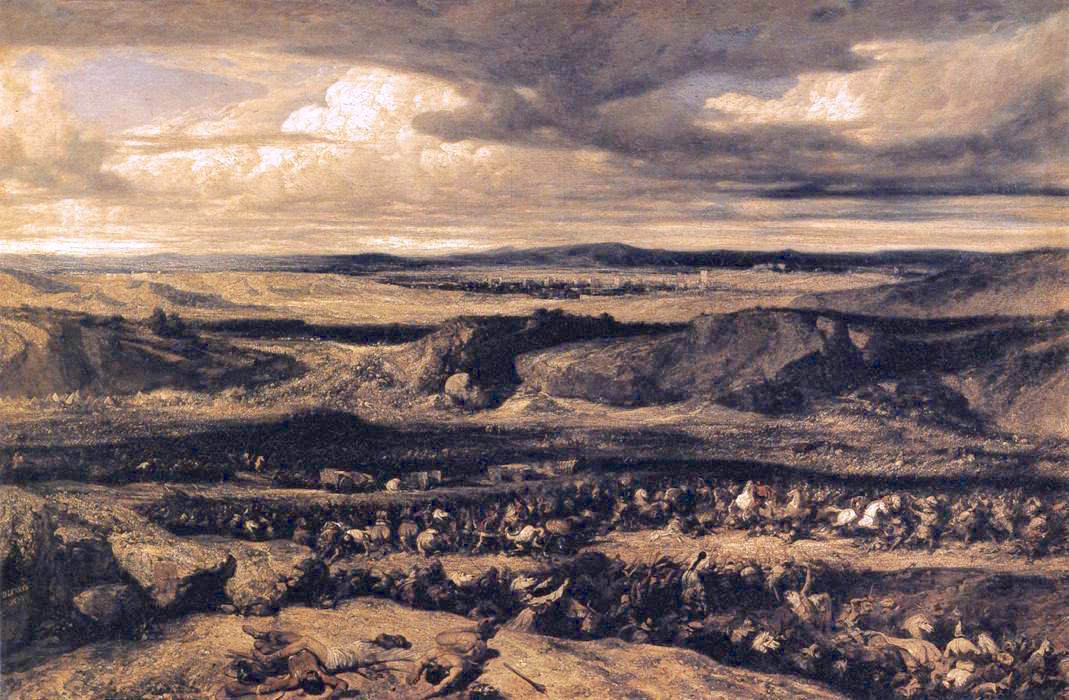
The Defeat of the Cimbri (Kimbriska nederlaget), av Alexandre Gabriel Décamps.

Cimbriska kriget, även Kimbriska kriget, var ett krig som utkämpades 113–101 f.Kr. mellan romerska republiken och de germanska och keltiska folkstammarna cimbrerna, teutonerna, ambronerna och tigurinerna när de migrerade från Jylland till romerska territorier, och kolliderade därmed med Rom och dess allierade. Romerska republiken vann till slut år 101 f.Kr., med de största förlusterna sedan det andra puniska kriget.
Tidpunkten för kriget hade en stor effekt på den inre politiken i Rom och organisationen av dess militär. Kriget bidrog starkt till den politiska karriären för Gaius Marius, vars politiska konflikter utmanade många av den dåvarande Romerska republikens politiska institutioner. Det cimbriska hotet, tillsammans med det jugurthanska kriget, inspirerade Marius reformer av de romerska legionerna.